# العلاقات التركية الغرينادية
العلاقات التركية الغرينادية هي العلاقات الثنائية التي تجمع بين تركيا وغرينادا.

## مقارنة بين البلدين
هذه مقارنة عامة ومرجعية للدولتين:
| وجه المقارنة                                              | تركيا         | غرينادا                                |
| --------------------------------------------------------- | ------------- | -------------------------------------- |
| المساحة (كم2)                                             | 783.56 ألف    | 348                                    |
| عدد السكان (نسمة)                                         | 80.14 مليون   | 107.83 ألف                             |
| الكثافة السكانية (ن./كم²)                                 | 102.28        | 30.99 ألف                              |
| العاصمة                                                   | أنقرة         | سانت جورجز                             |
| اللغة الرسمية                                             | اللغة التركية | لغة إنجليزية، إنكليزية غرنادة المولدة ‏ |
| العملة                                                    | ليرة تركية    | دولار شرق الكاريبي                     |
| الناتج المحلي الإجمالي (بليون دولار)                      | 851.10 مليار  | 1.12 مليار                             |
| الناتج المحلي الإجمالي (تعادل القوة الشرائية) بليون دولار | 1.57 تريليون  | 1.45 مليار                             |
| الناتج المحلي الإجمالي الاسمي للفرد دولار أمريكي          | 9.12 ألف      | 9.21 ألف                               |
| الناتج المحلي الإجمالي للفرد دولار أمريكي                 | 19.79 ألف     | 12.43 ألف                              |
| مؤشر التنمية البشرية                                      | 0.761         | 0.750                                  |
| رمز المكالمات الدولي                                      | +90           | +1473                                  |
| رمز الإنترنت                                              | .tr           | .gd                                    |
| المنطقة الزمنية                                           | ت ع م+03:00   | 00                                     |

## منظمات دولية مشتركة
يشترك البلدان في عضوية مجموعة من المنظمات الدولية، منها:
| علم المنظمة | اسم المنظمة                               | تاريخ انضمام تركيا | تاريخ انضمام غرينادا |
| ----------- | ----------------------------------------- | ------------------ | -------------------- |
|             | الاتحاد البريدي العالمي                   | ?                  | ?                    |
|             | يونسكو                                    | 4 نوفمبر 1946      | 17 فبراير 1975       |
|             | البنك الدولي للإنشاء والتعمير             | 11 مارس 1947       | 27 أغسطس 1975        |
|             | منظمة التجارة العالمية                    | 26 مارس 1995       | ?                    |
|             | وكالة ضمان الاستثمار متعدد الأطراف        | 3 يونيو 1988       | 12 أبريل 1988        |
|             | الاتحاد الدولي للاتصالات                  | 1866               | 17 نوفمبر 1981       |
|             | منظمة الشرطة الجنائية الدولية             | ?                  | ?                    |
|             | مؤسسة التمويل الدولية                     | 19 ديسمبر 1956     | 28 أغسطس 1975        |
|             | الأمم المتحدة                             | 24 أكتوبر 1945     | 17 سبتمبر 1974       |
|             | مؤسسة التنمية الدولية                     | 22 ديسمبر 1960     | 28 أغسطس 1975        |
|             | منظمة حظر الأسلحة الكيميائية              | ?                  | ?                    |
|             | المركز الدولي لتسوية المنازعات الاستشارية | 2 أبريل 1989       | 23 يونيو 1991        |

## وصلات خارجية
- موقع وزارة الخارجية التركية